# Pulosaren
Pulosaren is een bestuurslaag in het regentschap Wonosobo van de provincie Midden-Java, Indonesië. Pulosaren telt 3959 inwoners (volkstelling 2010).